# Отлъчване от Църквата
Отлъчването от Църквата е практикуваната в някои религии мярка на наказание за действия, несъвместими с одобрените от църквата догми и правила на живот. Отлъчването се състои в прекъсване на всякакви връзки между Църквата и отлъчения. Практикува се най-вече в християнството и юдаизма.
Най-висшата форма на наказание в еврейското общество се нарича херем и представлява пълното изключване от общността. Християнската църква практикува анатема – отлъчване от църковно общение поради тежки провинения по верски или дисциплинарни въпроси. Прилага се към еретици и грешници независимо от техния ранг.